# بارتل بی‌ام ۶
بارتل بی‌ام ۶ (به انگلیسی: Bartel_BM_6) یک هواگرد ملخ‌پیشین تک‌موتوره از نوع هواپیمای آموزشی ساخت شرکت Samolot است. هواگرد بارتل بی‌ام ۶ نخستین پروازش را در ۸ آوریل ۱۹۳۰ میلادی انجام داد. در مجموع، تعداد ۱ فروند از این هواگرد ساخته شده‌است.